# Zoot Suit Riots
De Zoot Suit Riots ('Zoot Suit-rellen') waren een reeks rellen die plaatsvonden van 3 juni tot 8 juni 1943 in de Amerikaanse stad Los Angeles. Het geweld was hoofdzakelijk gericht op jongeren met een Mexicaanse achtergrond. De term 'zoot suit' is een verwijzing naar de kleding die de jongeren droegen.

## Zoot suits

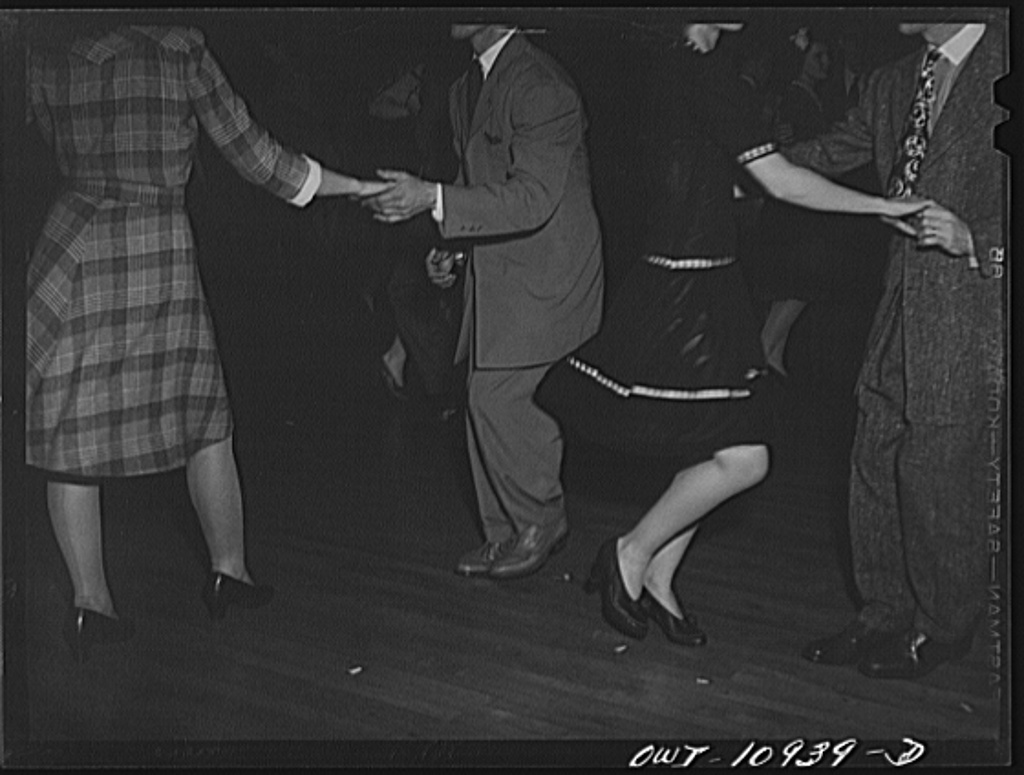
Swingdansers

Zoot suits werden gekenmerkt door lange colbertjassen met brede schouders en schoudervullingen, grote revers en broeken met rechte pijpen. Ze kwamen voort uit de 'drape suit'-trend ('gedrapeerd pak') die was ontstaan in Harlem in de jaren '30 van de twintigste eeuw. Daar werd de kleding populair bij de liefhebbers van swing-muziek doordat de losse kleding hun dansbewegingen accentueerde. De wijde pijpen werden aan de onderkant dichtgebonden, zodat koppels die met elkaar dansten niet zouden struikelen.

Jongeren in een zoot suit

### Populariteit
De zoot suits werden verder gepopulariseerd door zwarte artiesten zoals Cab Calloway. Al snel verspreidde de zoot suit-trend zich door de Verenigde Staten en werd het een populair kledingstuk onder zwarte Amerikanen, jongeren met een Mexicaanse achtergrond en andere minderheden. Jongeren met een Mexicaanse achtergrond die zoot suits droegen, stonden ook wel bekend als 'pachucos'.
De Amerikaanse schrijver Langston Hughes zei in 1943 dat de verklaring waarom jongeren van etnische minderheden zoot suits droegen te maken had met de geschiedenis van culturele en economische armoede waarin zij waren opgegroeid. Historicus Kathy Peiss stelde dat voor mensen zonder enig ander cultureel kapitaal de manier van kleden hun manier is om een plek op te eisen in de maatschappij. Volgens auteur Ralph Ellison heeft de zoot suit een grote politieke betekenis.

### Negatieve connotatie
Jongeren die zoot suits droegen, ook wel zoot-suiters genoemd, werden gezien als ongehoorzaam. Voor het maken van een zoot suit was veel stof nodig, dat in tijden van rantsoenering weinig beschikbaar was. Na de aanval op Pearl Harbor in 1941 werd de productie van kleding voor burgers van wol, zijde en andere essentiële stoffen gereguleerd door de U.S. War Production Board. De zoot suits werden vervolgens gemaakt door clandestiene kleermakers in Los Angeles. Dit werd gezien als anti-patriottistisch en een verspilling van noodzakelijke materialen.
Daarnaast werden dragers van zoot suits geassocieerd met bendes en geweldsdelicten zoals de moord in Sleepy Lagoon. Bij de moord in Sleepy Lagoon in augustus 1942 waren zoot-suiters betrokken wat leidde tot een grote verontwaardiging onder de bevolking die werd aangewakkerd door de lokale roddelpers.
Op 2 juni 1943 schreef de Los Angeles Times over de stijging van het aantal geweldincidenten waar bendeleden bij betrokken waren. Volgens de Los Angeles Times waren de betrokkenen te herkennen aan hun zoot suits en werd de kleding een "kenteken van misdadigheid". Middels een lokale verordening werd de zoot suit in 1942 door de Los Angeles City Council verboden. Begin 1943 werden honderden mannen die een zoot suit droegen opgepakt.

## De rellen

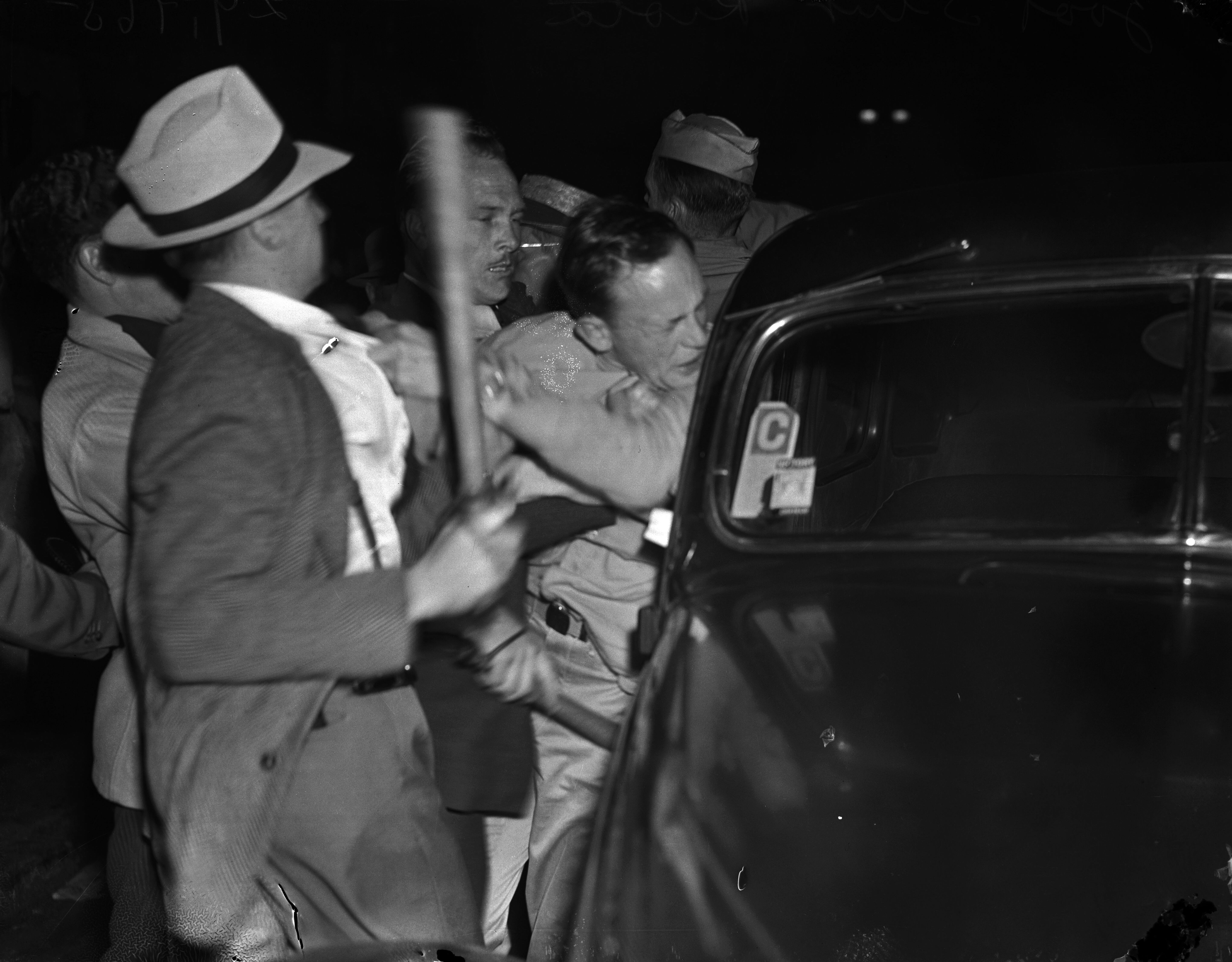
Man wordt aangevallen tijdens de Zoot Suit Riots

### Aanleiding
In de zomer van 1943 liep de spanning tussen de zoot suit dragende jeugd en de lokaal gestationeerde militairen en marinepersoneel verder op. Het dienstpersoneel zag de jongeren, ondanks dat velen van hen te jong waren om te dienen, als dienstweigeraars. Uiteindelijk leidde dit tot geweld tussen een groep Mexicaanse jongeren en een Amerikaanse matroos waarbij de matroos een gebroken kaak opliep.

### Tegenreactie
Als tegenreactie op dit incident verzamelden op 3 juni 1943 50 matrozen van de U.S. Naval Reserve Armory zich en gingen zij op zoek naar jongeren die zoot suits droegen. Gewapend met knuppels marcheerden zij door de straten van het centrum van Los Angeles. Vanaf de wijk Alpine Street, waar eerdere confrontaties hadden plaatsgevonden, liepen zij naar Carmen Theater. In deze bioscoop gingen zij op zoek naar jongeren in een zoot suit. De eerste slachtoffers waren een 12-jarige en 13-jarige jongen. Zij werden uitgekleed, in elkaar geslagen en hun kleding werd vervolgens in brand gestoken.
In de tweede nacht van de rellen, 4 juni, ging het dienstpersoneel opnieuw op zoek naar jongeren. Toen zij hen niet konden vinden, verplaatsten zich naar wijken waar veel Mexicaanse Amerikanen woonden, zoals wijken in het oosten van Los Angeles en Boyle Heights. Vanaf dat moment richtte de groep zich op mensen met een Mexicaans uiterlijk. Op 5 juni werd een groep muzikanten uit El Paso aangevallen toen zij de Aztec Recording Company verlieten.

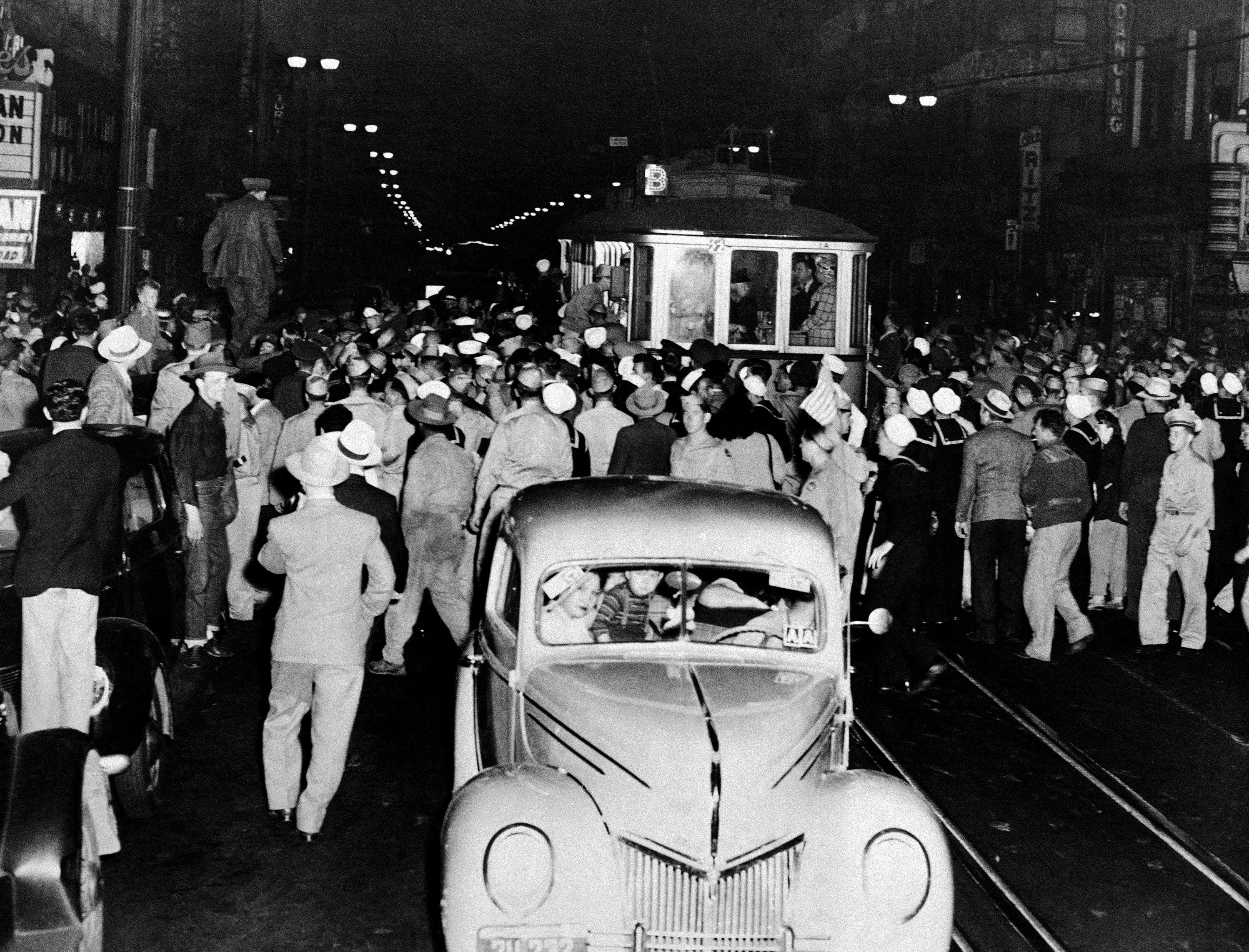
Tram wordt staande gehouden tijdens de zoektocht naar zoot-suiters, 7 juni 1943.

In de dagen die daarop volgden organiseerden Amerikaanse militairen zich, wat leidde tot diverse rellen en geweld tegen jongeren doorheen Los Angeles, tot en met de wijk Watts. Voornamelijk mensen met een Mexicaanse achtergrond waren het mikpunt van geweld, maar ook zwarte jongeren en jongeren met een Filipijnse achtergrond werden het slachtoffer van de rellen. Zij werden uit cafés en bioscopen gehaald, in elkaar geslagen en in sommige gevallen kaalgeschoren. Geschat wordt dat er duizenden militairen, politieagenten en burgers zich bij het geweld tegen de jongeren hebben aangesloten. Ook inwoners van San Diego en andere plaatsen in het zuiden van Californië kwamen in groten getale naar Los Angeles om zich aan de sluiten bij de rellen. Amerikaans dienstpersoneel werd door taxichauffeurs gratis naar de locaties waar de rellen plaatsvonden vervoerd.
De latino-gemeenschap en de zwarte gemeenschap sloegen de handen in elkaar om terug te vechten. Honderden mannen verzamelden zich bij de Coca Cola-fabriek op Central Avenue. Twintig mannen in zoot suits stonden midden op straat als lokaas. Toen zij werden aangevallen, kwamen de mannen vanuit steegjes om terug te vechten. Leiders van de Mexicaans-Amerikaanse gemeenschap riepen lokale overheden in om in te grijpen, maar hierop kwam geen gehoor. De politie deed weinig om de rellen te stoppen of deden mee met de rellen. Op 7 juni werd een jongen door matrozen uit een bioscoop gesleurd en in elkaar geslagen tot hij bewusteloos was. Het slachtoffer werd vervolgens door de politie gearresteerd vanwege het verstoren van de openbare orde.
Niet alleen jongeren werden slachtoffer van het geweld, de relschoppers keerden zich tegen zwarte personen en andere minderheden in het algemeen. Zo werd een zwarte man met geweld uit een tram gehaald en werd zijn oog uitgestoken.

## Na de rellen
De rellen stopten nadat het dienstpersoneel werd verboden hun barakken te verlaten. Daarnaast werden zoot suits vanaf 9 juni verboden door de Los Angeles City Council. Toch was dit niet het einde van het geweld: in Philadelphia, Chicago en Detroit barstten datzelfde jaar tevens rellen uit tegen jongeren in zoot suits.
De gouverneur van Californië, Earl Warren, liet onderzoek doen naar de oorzaak van de Zoot Suit Riots en het rapport concludeerde dat het geweld een racistisch motief had.